# Matteo Frescobaldi
Matteo Frescobaldi (Firenze, 1297 circa – Firenze, 1348) è stato un poeta italiano,  tardo stilnovista, figlio di Dino Frescobaldi.
Scrisse liriche a carattere amoroso gnomico e politico talune appartengono al genere della poesia civile, altre a quello comico-realistico.
Morì a Firenze durante la peste del 1348.